# جمعیت اسلامی افغانستان
جمعیت اسلامی افغانستان یکی از احزاب سیاسی قدرتمند در افغانستان و از قوم تاجیک است که با الهام‌گیری از حزب اخوان المسلمین مصر در سال ۱۳۳۶ فعالیت خود را با رهبری برهان الدین ربانی شروع کرد. این حزب در تاریخ معاصر افغانستان تأثیر مستقیمی بر زندگی مردم افغانستان داشته‌است و پس از سقوط حکومت نجیب الله تا سقوط طالبان در مجامع بین‌المللی به عنوان حاکم افغانستان شناخته می‌شد. در تاریخ ۷ ثور ۱۳۸۴ مجوز فعالیت خود را گرفت. پس از ترور برهان الدین ربانی در ۲۰ سپتامبر ۲۰۱۱، فرزند او صلاح الدین ربانی رهبری این حزب را بر عهده گرفت و شورای رهبری را از ۹ نفر به ۶۴ نفر ارتقاء داد.
این حزب خواهان برپایی نظام پارلمانی بر اساس خواسته‌های اسلامی و برچیدن نظام ریاستی در افغانستان هست.

## تاریخچه
در سال ۱۳۳۶ در دانشگاه شرعیات کابل تعدادی از استادان آن دانشگاه نظیر استاد غلام محمد نیازی، سید محمد موسی توانا، وفی الله سمیعی (آخرین وزیر عدلیهٔ حکومت ظاهرشاه)، استاد محمد فاضل، عبدالعزیز فروغ، سید احمد ترجمان و … هدایت «نهضت جوانان مسلمان» را تأسیس نمودند که با استعفای غلام محمد نیازی از رهبری آن در سال ۱۳۵۱، رهبری آن آن نهضت را برهان الدین ربانی با نام «جمعیت اسلامی افغانستان» بدوش می‌گیرد.
با کودتای محمد داوود خان در سال ۱۳۵۲ اعضا و هواداران نهضت اسلامی افغانستان تحت فشار رژیم وقت که زیر تأثیر شاخهٔ پرچم حزب دموکراتیک خلق افغانستان بود قرار گرفتند.
افسران و نظامیانی که محمد داوود خان را در کودتا یاری رسانیده بودند به احزاب کمونیستی افغانستان تعلق داشتند که در آن سال‌ها و در دههٔ دموکراسی مبارزان رقیب هم محسوب می‌شدند که در مکاتب و دانشگاه‌ها و مراکز علمی و ادوار دولتی درگیری‌هایی با هم داشتند. با قدرت گرفتن آنها، مخصوصاً وزیر داخلهٔ وقت که عضو حزب خلق بود، دستگیری وسیع و گستردهٔ اعضای اسلامگرای رقیب آن‌ها در شهرهای مختلف افغانستان شروع شد.
در سال ۱۳۵۳ استاد ربانی و عده‌ای دیگر از فعالان مسلمان که تحت تعقیب حکومت داوود خان بودند از افغانستان خارج شده و به پاکستان هجرت نمودند و در آنجا احزاب اسلامگرا و حکومت ذولفقار علی بوتو که روابط سردی با دولت افغانستان به خاطر مسئلهٔ پشتونستان داشت، از آن‌ها پذیرایی نموده و دست به تسلیح مهاجرین نهضت اسلامی زد تا آن‌ها را برای براندازی حکومت داوود خان آماده بسازد.
اما عده‌ای از رهبران نهضت اسلامی از جمله استاد ربانی مخالف جنگ مسلحانه علیه حکومت داوود بوده‌اند، و به خاطر نزدیکی بعضی از حلقه‌های نهضت اسلامی به دولت وقت پاکستان عناصر میانه‌رو تر مهاجرین که زیر فشار قرار می‌گیرند، پاکستان را ترک می‌کنند و استاد ربانی در آن میان به عربستان سعودی می‌رود.
جمعیت اسلامی پس از سقوط حکومت نجیب الله در سال ۱۳۷۱ به عنوان حاکم در افغانستان فعالیت کرد، اما به دلیل رقابت و مخالفت احزاب و گروه‌های سیاسی رقیب دوره حکومت آن‌ها به درگیری گذشت. هرچند با سقوط دولت ربانی توسط طالبان و کنترل آنان در ۸۰ درصد خاک افغانستان، سازمان‌های بین‌المللی این حزب را به عنوان نماینده افغانستان می‌شناخت. پس از برپایی نظام جمهوری در افغانستان، این حزب با توجه به قوانین جدید اساس‌نامه و مرامنامه خود را در ۷ ثور ۱۳۸۴ به رهبری ربانی در وزارت عدلیه افغانستان به ثبت رسانید.

## اساس‌نامه حزب
اساس‌نامه حزب حاوی ۸ فصل و ۴۳ ماده هست که در وزارت عدلیه افغانستان به ثبت رسیده‌است. 

## تشکیلات حزب

### تشکیلات مرکزی[۴]
| تشکیلات مرکزی حزب جمعیت اسلامی        | تشکیلات مرکزی حزب جمعیت اسلامی | تشکیلات مرکزی حزب جمعیت اسلامی | تشکیلات مرکزی حزب جمعیت اسلامی   |
| ------------------------------------- | ------------------------------ | ------------------------------ | -------------------------------- |
| معاونت مالی                           | رهبری حزب                      | رهبری حزب                      | معاونت سیاسی                     |
| کمیته‌های حزب                          |                                |                                |                                  |
| کمیته سیاسی                           | کمیته تنظیم و تشکیلات          | کمیته مالی و اقتصاد            | کمیته سازمان‌های اجتماعی و جوانان |
| کمیته تنظیم امور زنان                 | کمیته آموزش و پرورش            | کمیته ورزش و جوانان            | کمیته دفاع و عدل                 |
| کمیته فرهنگی و تبلیغات                | کمیته فرهنگی و تبلیغات         | دارالانشاً                      | دارالانشاً                        |
| شورایی اجراییه جمعیت اسلامی افغانستان |                                |                                |                                  |
| شورایی رهبری جمعیت اسلامی افغانستان   |                                |                                |                                  |

### تشکیلات ولایات[۵]
| تشکیلات ولایات حزب جمعیت اسلامی افغانستان | تشکیلات ولایات حزب جمعیت اسلامی افغانستان                              |
| ----------------------------------------- | ---------------------------------------------------------------------- |
| حوزه مرکز                                 | - کابل - پنجشیر - بامیان - غزنی - دایکندی - کاپیسا - وردک              |
| حوزه شمال و شمال شرق                      | - بلخ - بدخشان - جوزجان - فاریاب - کندز - تخار - سرپل - بغلان - سمنگان |
| حوزه غرب و جنوب غرب                       | - نیمروز - قلات - فراه - غور - زابل - بادغیس - قندهار - هرات           |
| حوزه شرق و جنوب شرق                       | - ننگرهار - پکتیا - پکتیکا - خوست - کنر - نورستان - لوگر - لغمان       |

## ترور ربانی و رهبری جدید
پس از ترور برهان‌الدین ربانی در ۲۰ سپتامبر ۲۰۱۱ اعضای حزب جمعیت اسلامی، فرزند او صلاح‌الدین ربانی در ابتدا به صورت موقت و پس از آن در ۳ جوزا ۱۳۹۶ را به عنوان رهبری این حزب تعیین کردند و شورای رهبری این حزب نیز از ۹ به ۶۴ نفر ارتقاء داده شد که از اکثر اقوام افغانستان در این شورای رهبری حضور داشتند.

## بعضی اعضاء گذشته و حال حزب
جمعیت اسلامی افغانستان به عنوان یکی از بزرگ‌ترین احزاب تاریخ افغانستان در سرتاسر کشور دارای کادرهای فعال بوده و شخصیت‌های سیاسی، فرهنگی، اقتصادی، نظامی و مذهبی از جمله اعضای این حزب بودند و هستند.
جدا از پنجشیر، بدخشان، پروان، تخار، جوزجان و سمنگان و بلخ جمعیت اسلامی افغانستان در ولایات هرات، قندهار، هلمند، بادغیس و غور به صورت سنتی دارای نفوذ بسیار مستحکم بوده اعضای بسیاری در این نقاط دارد.
- برهان‌الدین ربانی: رئیس‌جمهور اسبق افغانستان و رئیس شورای عالی صلح افغانستان.
- احمدشاه مسعود: وزیر دفاع دولت ربانی و از فرماندهان مشهور افغانستان در دوران جنگ علیه حکومت حزب دموکراتیک خلق.
- محمد قسیم فهیم، وزیر امنیت در حکومت برهان الدین ربانی و معاون اول حامد کرزی
- عبدالله عبدالله: رئیس اجرائیه سابق و وزیر خارجه سابق افغانستان که از شورای رهبری در ۳ جوزا ۱۳۹۶ حذف شد.
- صلاح‌الدین ربانی: وزیر خارجه سابق افغانستان.
- احمدضیاء مسعود. برادر احمدشاه مسعود و معاون اول حامد کرزی
- سید محمد موسی توانا از مؤسسین حزب
- دگرجنرال محمدداوود داوود : معاون وزیر داخله
- محمد اسماعیل خان: فرمانده جهادی، وزیر انرژی و آب و والی هرات.
- عطامحمد نور: والی ولایت بلخ
- محی الدین مهدی: فرمانده این حزب در زمان جنگ با شوروی در بغلان، عضو پیشین ولسی جرگه.
- سید نورالله عماد: از جمله بنیانگذاران این حزب و معاون جمعیت اسلامی افغانستان تا زمان درگذشت برهان الدین ربانی و وزیر زراعت و آبیاری دولت اسلامی افغانستان ۱۳۷۱–۱۳۷۶
- صفی الله افضلی: فرمانده مشهور جمعیت اسلامی در هرات
- فرمانده ذبیح‌الله: از ولایت جوزجان و فرمانده سرتاسری جمعیت اسلامی افغانستان در صفحات شمال
- مولوی نقیب الله آخندزاده: قومندان قول اردوی نمبر ۲ قندهار ۱۳۷۱–۱۳۷۵
- کلیم‌الله نقیبی: از اعضاء شورای رهبری حزب
- نوررحمان اخلاقی وزیر امور مهاجرین پیشین
- عبدالستار مراد: وزیر سابق اقتصاد و سفیر سابق افغانستان در مالزی
- صلاح الدین داوود: پسر جنرال داود داود
- محمد مصدق فقیری دپلمات افغانستان در ترکیه
- فرمانده جان احمد حقجو از فرماندهان جمعیت اسلامی در پروان
- فرمانده امان الله گذر، از فرماندهان جمعیت اسلامی در ولایت پروان
- عبدالحفیظ منصور نویسنده و منتقد
- فرمانده بهلول قبلا والی در ولایت پنجشیر
- عبدلشکور واقف حکیمی نماینده بدخشان در مجلس نمایندگان
- استاد عنایت الله شاداب استاد دانشکده شرعیات دانشگاه کابل
- سید محمد خیرخواه: سفیر سابق افغانستان در ایران، اکراین و تاجیکستان
- محمد رحیم شاه قاضی زاده: ریس اداره عقیدتی سیاسی ریاست جمهوری ۱۳۷۱–۱۳۷۶ و نماینده برهان الدین ربانی در حوزه جنوب غرب
- سید محمد شفیق سادات: نماینده سابق ولایت هرات در ولسی جرگه و ریس سابق هلال احمر هرات
- مصطفی حقجو: معاون دفتر مرکزی جمعیت اسلامی افغانستان در ایران و معین وزارت معارف ۱۳۷۱–۱۳۷۶
- نیک محمد معلم: فرمانده جمعیت اسلامی در ولایت بادغیس